# Rosdorfer Warte

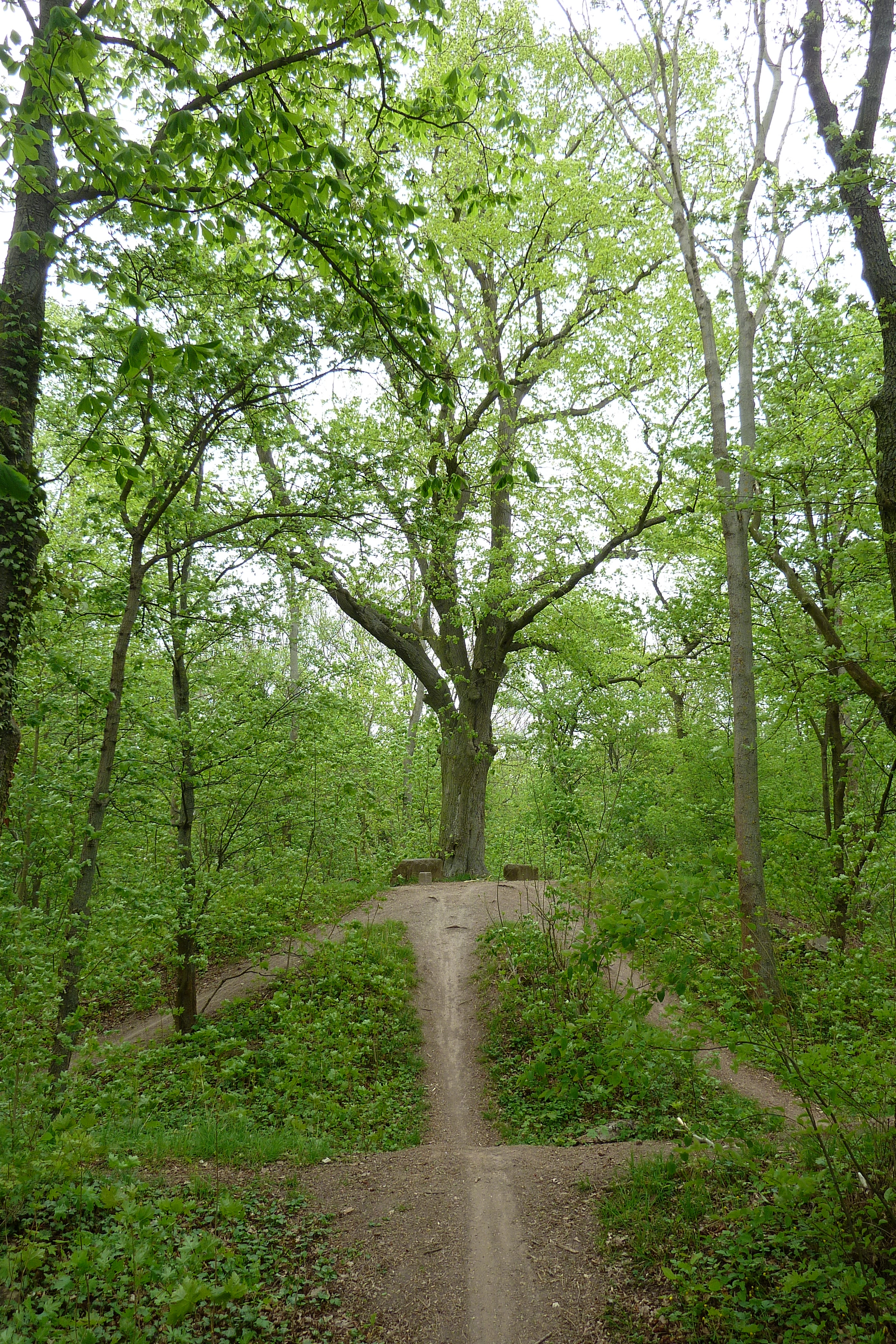
Die heute waldbestandene Rosdorfer Warte

Die Rosdorfer Warte bei Rosdorf im Landkreis Göttingen wurde zwischen 1380 und 1400 erbaut und gehörte eventuell keinem Landwehrzug bzw. System von Landwehren an, sondern war eine reine Spähwarte für einen Umkreis von 5 bis 15 Kilometern.
Nach anderen Angaben war die Warte in die Göttinger Landwehr eingebunden.
Erstmals schriftlich erwähnt wurde die Rosdorfer Warte 1403/04. Der Wartturm wurde im 19. Jahrhundert abgetragen. Erhalten blieb nur noch ein von einem Wall und einem Graben, dem sogenannten Zingel, umgebener künstlicher Hügel, auf dem der Wartturm gestanden hat. Heute erinnert an einem benachbarten Wirtschaftsweg ein Stein mit einer Informationstafel an die ehemalige Warte, nach dem Niedersächsischen Denkmalschutz ist sie ein Kulturdenkmal.
Nach dieser Warte hat der Wartberg bei Rosdorf seinen Namen erhalten.